# Голуби в культуре

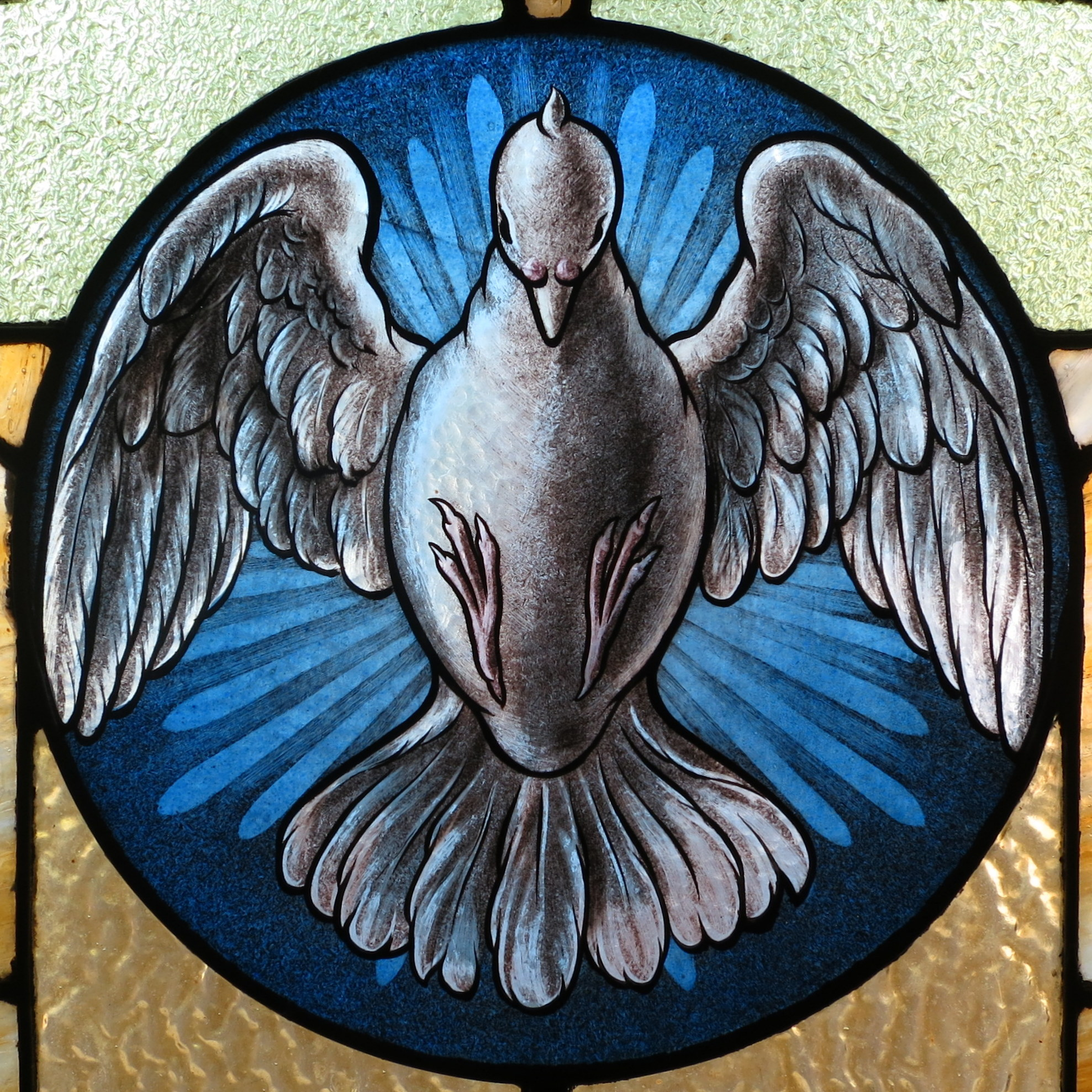

Голубь — символ чистоты, света, мира, любви, человеческой души в самых разных культурах.

## История и символизм

### Древний Восток
Никто точно не знает, когда произошел первый контакт человека и сизого голубя (домашнего голубя). Возможно, это первая птица, одомашненная человечеством, возможно, в неолитический период. Первые фигурки с их изображением, терракота, относятся к 4500 до н. э. и найдены на территории Ирака.
Голубь упоминается в древних клинописных письменах, например упоминания о голубятнях есть в аккадском псалме искупления, датируемом 2300 г. до н. э., но в тексте не говорится, разводились ли там сизые голуби или какие-то другие.
Первое описание голубей, а также воронов, используемых в качестве средства ориентирования в море (они летели к суше), упоминается в эпосе о Гильгамеше. В «последовательности птиц», где описывается месопотамский потоп, «предшественник» Ноя Утнапишти выпускает голубя, чтобы посмотреть, начала ли вода спадать. Этот мотив снова появляется примерно через тысячу лет у Ноя в Ветхом Завете. Есть упоминание о «птице, разбрасывающей фекалии на улице», вероятно, о голубе, в рукописи 4000-летней давности из Древней Месопотамии.
В Вавилоне изображение голубя имелось на знамёнах — в этом государстве, а также в Ассирии он символизировал царство. Вавилонские слова «голубь» и «родиться» имели схожее звучание, птица ассоциировалась с рождением ребёнка.
В Древнем Египте с помощью голубей доставляли сообщения о разливе Нила. Финикийцы, римляне, персы, евреи (а позднее галлы и германцы) оставили обильные письменные источники об употреблении голубей для военных, коммерческих и других целей. Первая крупномасштабная коммуникационная сеть с использованием голубей в качестве посыльных была создана в Сирии и Персии около 5 г. до н. э. Из-за своих способностей голубь — символ хорошего посланника, во многих культурах, включая Индию и Грецию.
По легендам, голуби кормили царицу Семирамиду, когда её мать Деркето бросила её ребёнком в пустыне.

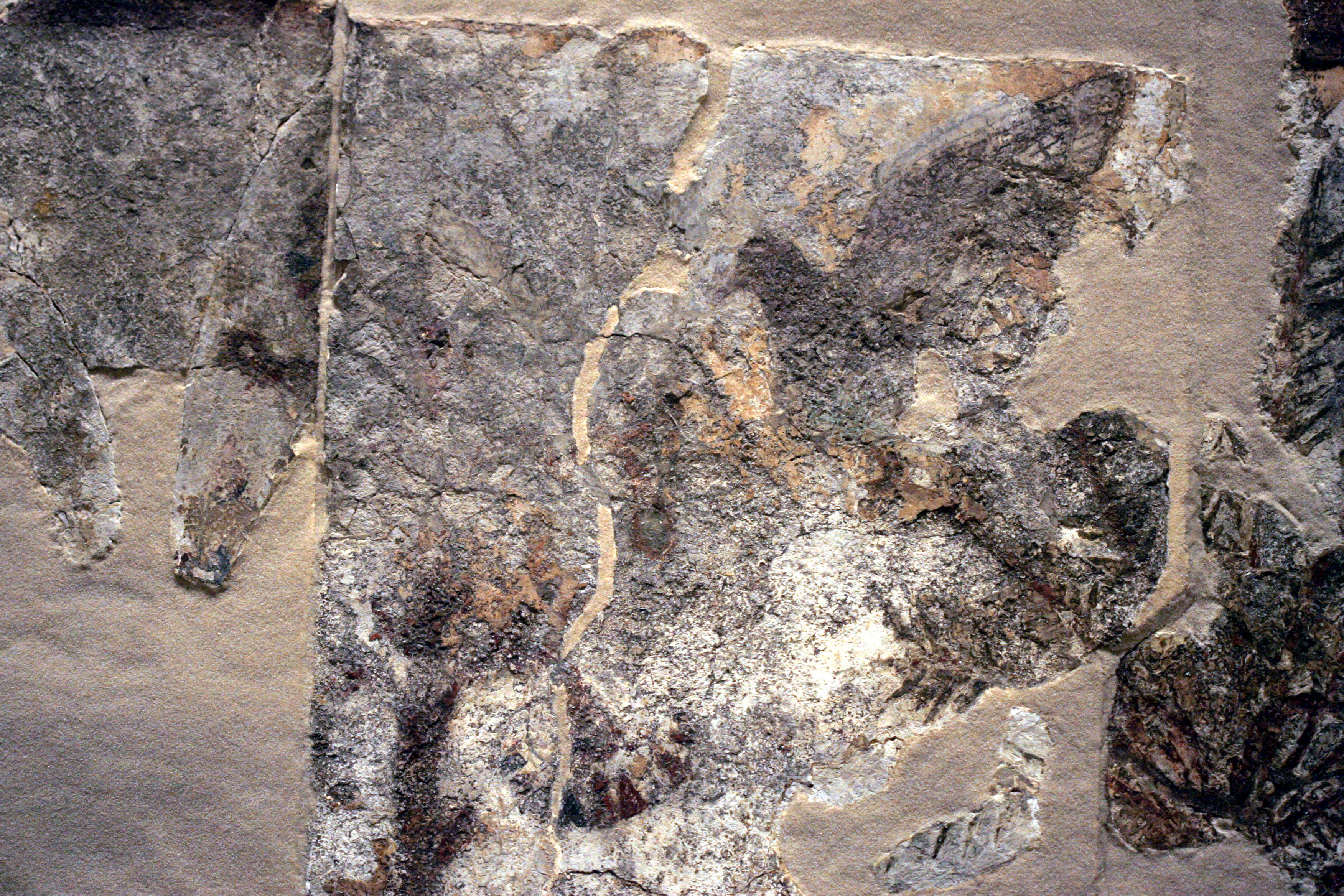
Фрагмент фрески в Мари

В шумеро-аккадской мифологии голубь символизировал богиню любви и плодородия Иштар — об этом свидетельствуют археологические терракотовые фигурки богини, на поднятой руке которой часто изображалась эта птица. На настенной росписи дворца Мари (около 1750 г. до н. э.) изображено святилище Иштар, крупный белый голубь сидит на её ладони, и парит в небесах. В храмах богинь любви белых голубей как их символ держали по всему Ближнему Востоку, а позже и в греческих регионах.
Финикийцы, которые были торговыми мореплавателями, жившими в первом тысячелетии до нашей эры на юге Сирии и вдоль побережья Средиземного моря, распространили свою святую белую птицу по всему Средиземноморью как символ своей богини любви Астарты. Голуби, вероятно, содержались в храме Астарты в Пафосе (Кипр), как мы можем заключить из представленных там изображений.
Физической особенностью голубей является то, что в первые дни после вылупления птенцов оба родителя кормят их отрыжкой из зоба, так называемым «голубиным молочком» — питательной смесью, способствующей росту. Эта особенность голубиных в научной литературе не была описана до конца 18 века, однако как предполагают исследователи анималистической символики люди обратили на неё внимание давным-давно и, возможно, именно этот феномен кормления птенцов «молоком» привел к ассоциации голубей с Великой Матерью, чью фертильность они стали символизировать.

### Античность

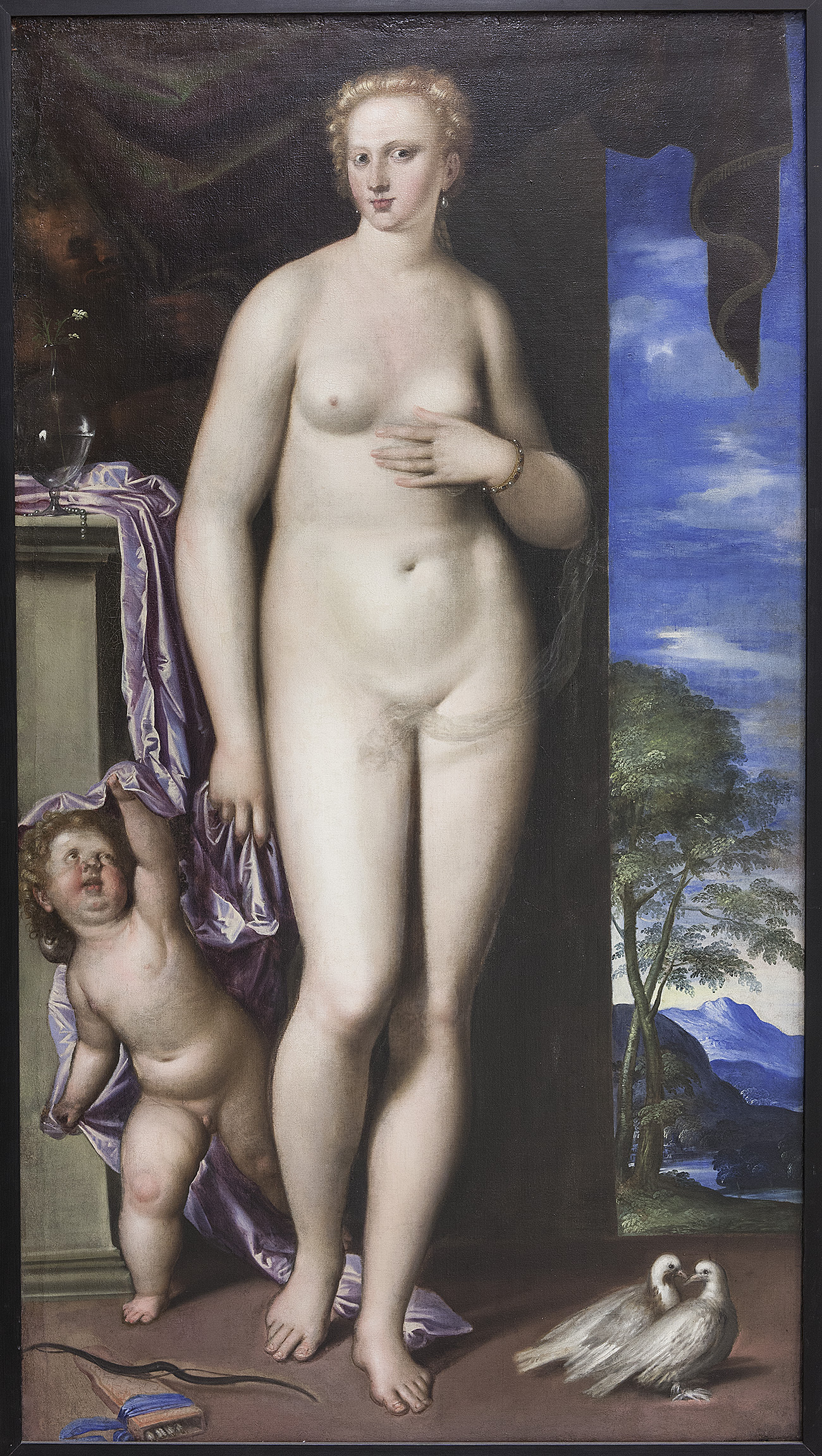
Паррасио Микели. "Венера и Купидон". Картина 16 века.

Греки не только ассимилировали ближневосточную богиню-мать в свою культуру, назвав её Афродитой, но и приняли белого голубя как её символ. У греков голубь продолжает ассоциироваться с Великой Матерью, уже не Иштар, а Афродитой. Голубь (или пара голубей) являются одним из главных атрибутов богини Афродиты (Венеры), и благодаря этому они также стали символом распутства. Со времен античности голуби символизируют любовь и постоянство, пара голубей — согласие, привязанность. Изображение целующихся голубей может намекать на объятия влюбленных. (Впрочем, голубь может быть и, наоборот, атрибутом и Целомудрия, но это видимо, связано с христианскими коннотациями). Возникновению символики способствовало поверье, что голуби образуют брачные пары на всю жизнь.
Храм Афродиты Пандемос на юго-западном склоне Афинского Акрополя был украшен рельефными скульптурами голубей с повязками в клювах. Афродита использовала голубей в качестве вестника — согласно Гомеру, они носили Зевсу амброзию, дававшую бессмертие.
Он также являлся одним из атрибутов древнегреческого героя Геракла, наряду с дубом, жёлудем, змеёй и омелой. Также голубь был атрибутом Афины.
Во время плавания аргонавтов из Эгейского в Чёрное море корабль должен бы пройти между Симплегадами — блуждающими мифическими скалами, расположенными у входа в Чёрное море и уничтожавших проходящие суда. Аргонавты пропустили вперёд голубку и засекли время, за которое можно было беспрепятственно пройти узкий пролив.
Голуби у греков были связаны с предсказанием будущего: святой оракул у Додоны (и, согласно Геродоту, в Фивах тоже) был устроен там из-за чёрного голубя, взлетевшего на дуб.
Одна из версий толкования имени Плеяд, ставших созвездием — «голуби», тем более, что они были превращены Афродитой в этих птиц.
Птица была для греков не только священным животным; они также давали голубей своим детям в качестве игрушек; ели их, а их фекалии использовались в качестве отличного удобрения. Кроме того, в древней медицине голубь и его фекалии играли важную роль. Польза употребления голубей в пищу объяснялась тем, что эти птицы сами питались полезными травами.
Древние думали, что у голубя нет желчного пузыря, чем и объясняли их миролюбие, так как желчь со времён Гиппократа считалась причиной злого, сварливого нрава.
Считается, что в качестве почтовых вестников голуби были использованы в 6 веке до н. э. в Греции. В Древней Греции с помощью голубей передавали имена победителей на Олимпийских играх.
В Древнем Риме символом мира считались голубки Венеры, которые свили себе гнездо в опрокинутом шлеме Марса.
Римляне приносили голубей в жертву Венере. Эней, сын Венеры, в «Энеиде» последовал за голубями и нашел магическую золотую ветвь.
Также римляне активно потребляли голубиное мясо в пищу, и впервые из-за большого спроса был создан сложный промышленный рынок. Самые большие голубятни содержали 5000 голубей и имели систему труб для подачи еды и воды. Параллельно с использованием голубей в пищу, римляне начали культивировать определённые черты для создания многих пород голубей, которые мы можем увидеть на сохранившихся мозаиках и картинах. Породы римских голубей можно разделить на две группы: полуодомашненные голуби и более зависимые от человека домашние голуби. Римские голуби из голубятни были сильными полезными породами, которые производили ценные мясо и гуано. Когда Римская империя расширилась на север, голуби также впервые распространились за Альпами. Например, в Цурцахе в Швейцарии самые ранние голубиные кости датируются периодом с 10 по 35 г. до н. э. Римский поэт Плавт сообщил о голубях, живущих на крышах домов в Риме во 2 веке до нашей эры, а Элиан писал, что римские дикие голуби очень ручные.

### Иудеи
Иудеи приносили голубей в жертву в Храме с целью очищения. Это была единственная птица, доступная для такой процедуры.
Также голубь считался символом Израиля.

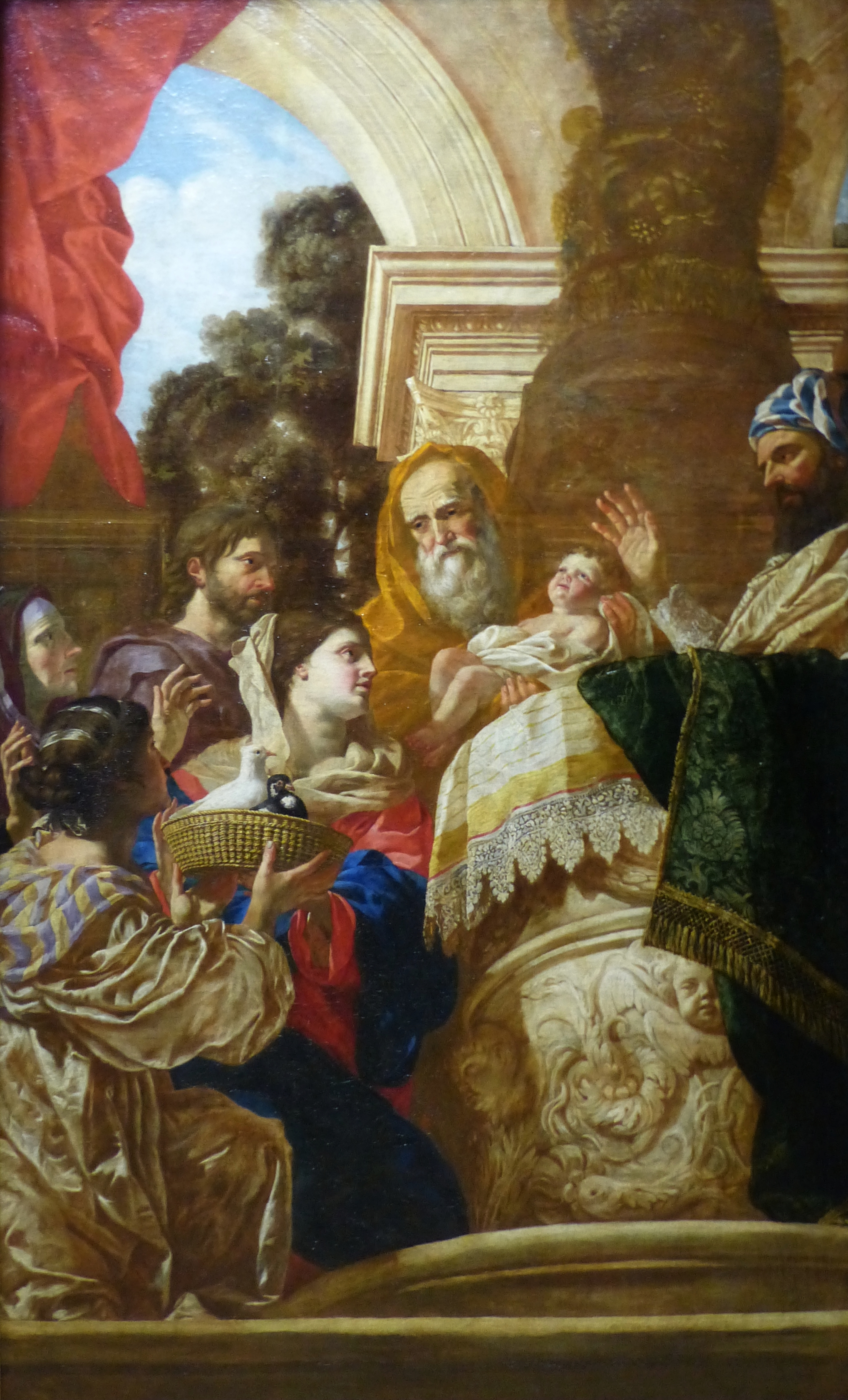
Принесение во Храм, картина 17 века

Голуби встречаются и в христианских изображениях, связанных с темой жертвоприношения во Храме — Изгнание торгующих из Храма и Принесение во Храм (Сретение). В первой из упомянутых сцен Христос изгоняет менял, торговцев волами, овцами и голубями, которые сбегают, хватая свой товар. Животные здесь продавались как священные: овцы и волы для богатых, голуби для бедных, желающих принести жертву. В сцене Принесения во храм жертва Иосифа Обручника именно в виде голубей является свидетельством его бедности. В книге Левита (12:8) об обряде «очищения» матери первенца, требовавшего жертвоприношения, написано соответствующее: «Если же она не в состоянии принести агнца, то пусть возьмет двух горлиц или двух молодых голубей, одного во всесожжение, а другого в жертву за грех, и очистит её священник, и она будет чиста». Жертва в данном случае требовалась согласно Моисееву закону, требовавшему, чтобы первенец всего живого был посвящен Богу — за ребёнка приносили поэтому выкуп в 5 сиклей (Чис., 18:15-17). На картинах, посвященных Сретению, взрослые персонажи могут держать пару голубей в качестве указания на тему очищения.
Отголосок связи с Великой Богиней, возможно, есть в строках из «Песни песней»: «Голубица моя в ущелье скалы под кровом утеса! покажи мне лице твое, дай мне услышать голос твой, потому что голос твой сладок и лице твое приятно» (2:14). Иудеи и христиане толковали эту песни аллегорически, как тоску души по господу.
В Ветхом завете: в сцене с Ноем (см. ниже).

### Голубь мира
После Всемирного потопа Ной в первый безрезультатно выпустил ворона, а второй раз не увенчался успехом — он выпустил голубя, который возвратился с оливковым листом в клюве, доказывающей, что где-то обнажилась суша и уже можно пристать, после чего был заключен Завет с Богом (Бытие, 8: 10—11).
Благодаря этому эпизоду в европейской культуре голубь стал символом хороших новостей и мира, атрибутом мира. Хотя евреи никогда не использовали голубя как символ мира, он приобрел это значение среди первых христиан, что подтверждается святым Августином в его книге «О христианской доктрине» и прочно утвердилось. Ранние христиане в Риме включили в свое погребальное искусство образ голубя, несущего оливковую ветвь, часто сопровождаемый словом «Мир». Кажется, что они заимствовали этот образ из сравнения в Евангелиях, соединив его с символом оливковой ветви, который использовался греками и римлянами для обозначения мира. В оригинальном тексте Библии стоит «лист», который превратился в «ветвь» в переводе на латынь.
В XX веке Голубка Пикассо (Голубь мира) — белый голубь мира, нарисованный Пабло Пикассо в 1949 году и неоднократно им воспроизводившийся в различных вариациях. Один из самых узнаваемых символов мира, обошедший всю планету. Возник в качестве эмблемы Всемирного конгресса сторонников мира, проходившего с 20 по 25 апреля 1949 года в Париже и Праге.
Пара голубей, обращенных друг к другу — принадлежность фигуры добродетели Согласие, которая также может держать щит с оливковой ветвью.

### Душа
У многих народов, в том числе и у славянских, душа умершего оборачивалась голубем — отсюда частое изображение птицы на могильных памятниках.
В постбиблейском иудаизме души представляются птицеподобными (Бахир 119), концепция, которая может быть получена из библейского представления о том, что мертвые духи «щебечут» (Исайя 29:4). Гуф, или Сокровищницу Душ, иногда называют колумбарием, голубятней. Это связывает его с родственной легендой: «Дворец Птичьего гнезда», место обитания души Мессии до его появления (Зоар II : 8a-9a). Виленский Гаон прямо заявляет, что голубь является символом человеческой души (Комментарий к Ионе, 1).
В католическом искусстве голубь, вылетающий из уст монахини, может символизировать её душу, возносящуюся на небе. Так святой Бенедикт увидел душу своей сестры святой Схоластики в видении. Аналогичным образом изображается душа святой Репараты и других. В первом случае голубь может сидеть на руке или парить над головой.

### Христианство
Самое раннее христианское изображение голубя можно найти в римских катакомбах, где они несут оливковую ветвь, символизирующую библейский Завет и обещание бессмертия. Этот образ мог обозначать здесь «покойся с миром». Это без сомнения, впитало языческие верования, поскольку римляне называли катакомбы «колумбариями» (букв. «голубятнями»), основываясь на идее, что здесь — души умерших, в облике голубей.
В христианском искусстве белый голубь стал символом главной из душ — Святого Духа, благодаря новозаветным словам Иоанна Крестителя, описывающим сцену его явления во время Крещения Христова:
Я видел Духа, сходящего с неба, как голубя, и пребывающего в Нем (Ин. 1:32)
В Евангелиях написано даже конкретней: «Дух Святой нисшел на Него в телесном виде, как голубь» (Лк 3:22). В 536 году Константинопольский Собор официально провозгласил птицу символом Святого Духа.
Как символ Святого Духа голубь появляется, соответственно, в изображениях сцен:
- Благовещение
- Крещение Христа
- Крещение апостола Павла
- Сошествие Святого Духа
- Троица

Здесь голубь тесно связан с мистерией божественной любви, жертвоприношением и обещанием вечной жизни в раю.
Изображение пустого трона (этимасия) в византийском искусстве, если оно сопровождается изображением голубя и распятия, является символом Троицы.
В том же смысле голубь символизирует Святой Дух в изображениях христианских святых, прославившихся своими литературными трудами, как указание на их вдохновение. В таких сценах он парит у уха святого. В особенности так изображаются следующие персоналии:
- Григорий Великий
- Бернардин Сиенский
- Иоанн Златоуст
- Святая Тереза
- Фома Аквинский

Также сказано:
Вот, Я посылаю вас, как овец среди волков: итак, будьте мудры, как змии, и просты, как голуби (Мф 10:16).
Голуби также символизируют Семь даров Святого Духа (Ис., 11:1-2). В таком случае это — семь голубей, парящих вокруг образа Христа или Девы Марии с Младенцем (как правило, в витражах готических соборах). Их могут сопровождать надписи: Sapientia (Мудрость), Intellectus (Разум), Consilium (Проницательность), Fortitudo (Твердость), Scientia (Знание), Pietas (Набожность), Timor (Страх).
Исследователь символики пишет: «Хотя Троица воспринималась как целиком маскулинная, давняя древняя тесная связь голубя с Великой Богиней ещё остается заметной в христианском искусстве благодаря тому, что голуби парят рядом с Девой Марией». Некоторые еретические течения идентифицировали голубя Святого Духа с фемининной концепцией Премудрости Божьей, или даже с самой Марией. Крылья голубя в искусстве порой стилизовали в виде буквы «М» — инициала её имени.

### Средние века
Голубь, по разным причинам, также является атрибутом отдельных святых:
- Ремигий — голубь с пузырьком в клюве[10]
- Иосиф Обручник — голубь, сидящий на расцветшем жезле[10], источник образа — апокрифическое евангелие[7].
- Николай Толентийский — два голубя на блюде, их крылья распростёрты[10]
- Елисей — двуглавый голубь, сидящий на плече[10].
- А также[1]: четыре евангелиста, Василий Великий, Екатерина Александрийская, Колумбан.

Это святые, качеством которых были не только вера, но и умеренность c терпением.
«Физиолог» сообщал, что существует много разных видов голубей, среди которых правителем и первым является красный. Красный голубь умиротворяет других и собирает диких голубей в голубятни. Голубь становится искупителем человечества своей кровью и собирает его вместе в единую церковь.
О тоске «овдовевшего» голубя, упомянутой выше будет писать и Вольфрам фон Эшенбах в «Парцифале». Там же голубь появляется в Замке Грааля каждый год, чтобы принести облатку с Небес. Вообще, эта птица важна для легенд круга Грааля, её изображение — на эмблеме его рыцарей.
Согласно европейскому фольклору — голубь, единственная птица, чей облик не может принять дьявол; также это одно из редких животных, никогда не связываемых с ведьмами.

### Ислам
Голубь появлялся на плече пророка Мухаммеда, олицетворяя сходящее на него Божественное вдохновение.
У мусульман голубь — священная птица, носившая Мухаммеду в клюве воду для мытья.

### Восток
Большая горлица — самый распространенный вид голубей в Китае. Здесь также имеется древняя связь с Великой Богиней и её плодовитостью. С эпохи династии Тань голуби становятся элементом головного убора «богини, которая посылает детей».

## Современная культура

### Кинематограф
См.: Категория:Фильмы о голубях 
В 1984 году на экраны вышел советский комедийный фильм «Любовь и голуби», поставленный режиссёром Владимиром Меньшовым по одноимённой пьесе Владимира Гуркина. В фильме главный герой сибиряк Василий Кузякин разводит домашних голубей, ставших одной из центральных тем комедии.

### Музыка
- В 1971 году София Ротару записала песню «Сизокрылый птах» на украинском языке. Эта песня звучит также в фильме «Червона рута».
- В 1986 году рок-группа «Звуки Му» записала одну из своих самых известных музыкальных композиций «Серый голубь», в которой исполнитель ставит себя на место уличного голубя — грязного и больного, но тем не менее умеющего летать.
- В 1991 году в исполнении Аллы Пугачёвой была записана песня «Мой голубь сизокрылый», написанная композитором А. Морозовым на стихи С. Романова.